# 失控 (電影)
是一部2013年英國劇情片。為史蒂芬·奈特執導，由湯姆·哈迪主演。電影於2013年參與了第70屆威尼斯影展的競爭，於2014年4月18日在英國發布，2014年4月25日發布於美國，台灣於2014年11月上映。

## 劇情
伊凡·洛克（湯姆·哈迪飾）是一位建築工程領班，他也相當照顧自己的家庭。當事業與家庭都兼顧地相當完美時，但洛克接到了一通電話後讓一切都改變，原來是7個月以前曾和他發生一夜情的同事貝唐進入早產，使得他必須到醫院去看她，同時妻小則在家中等待老公回家看足球賽，洛克必須要為他的行為付出代價，試圖修補逐漸失控的人生。

## 演員
- 湯姆·哈迪 飾 Ivan Locke
- 露絲·威爾遜 飾 Katrina（配音）
- 奧莉薇雅·柯爾曼 飾 Bethan（配音）
- 安德魯·史考特 飾 Donal（配音）
- 班·丹尼爾斯 飾 Gareth（配音）
- 汤姆·赫兰德 飾 Eddie（配音）
- 比爾·米爾納（英语：Bill Milner） 飾 Sean（配音）
- 丹尼·韋伯（英语：Danny Webb (actor)） 飾 Cassidy（配音）
- 愛麗絲·洛韋（英语：Alice Lowe） 飾 Sister Margaret（配音）
- 西拉斯·凱森（英语：Silas Carson） 飾 Dr. Gullu（配音）
- 李·羅斯 飾 PC Davids（配音）
- 科斯蒂·狄龍（英语：Kirsty Dillon） 飾 Gareth's wife（配音）

## 發行
電影參加了第70屆威尼斯影展的競爭，並於2014年聖丹斯電影節上首映。於2014年4月18日在英國發布。
於2014年8月12日發行BD和DVD。

### 評價
《失控》上映後獲得了多為正面的評價。爛番茄基於161條評論持有89％的新鮮度，平均分數7.6／10。在Metacritic上根據37條評論，得分81（滿分100）。

### 票房
在英國首映時票房為326萬4654美元，美國票房則為137萬5769美元，全部票房總計494萬5689美元。

## 外部連結
- 互联网电影数据库（IMDb）上《失控》的资料（英文）
- AllMovie上《失控》的资料（英文）